# Église Saint-Laurent-des-Prés de Tullins
L'église Saint-Laurent-des-Prés est une église catholique située à Tullins, en France.
L'édifice religieux actuel date du XIe au XVe siècle et fait l'objet d'un classement par arrêté du 3 février 1930 (pour le clocher) et d'une inscription partielle (pour l'église à l'exception du clocher) par arrêté du 6 janvier 1965 au titre des monuments historiques.

## Localisation et accès
L'église est située dans le département français de l'Isère, sur le territoire de la commune de Tullins, dans la vallée du Sud Grésivaudan. Positionnée au centre de la commune, l'église est accessible à tous les passants et les visiteurs du centre ancien.
La gare ferroviaire la plus proche du monument est la gare de Tullins-Fures, située à environ un kilomètre. La ville de Tullins est desservie par des lignes du réseau de transports du Pays Voironnais, service public de transport en commun organisé atour de la ville de Voiron, siège de la communauté de communes, permettant ainsi de desservir le centre ville et l'église.

## Historique
Cette église, dont la fondation est souvent présentée comme contemporaine de Charlemagne, est mentionnée pour la première fois dans une charte en 1091. Comme son nom l'indique, elle se situait, lors de son érection, à l'extérieur des remparts du bourg ancien de Tullins et était entourée du cimetière de la ville. 
Elle est ensuite cédée en 1108 aux bénédictins de l'abbaye de Saint-Chef en Dauphiné. Ceux-ci en font la reconstruction au milieu du XIIe siècle dont seul subsiste le clocher porche monumental. Le reste de l'église est de style gothique. 
La description de l'édifice faite en 1497 correspond en grande partie à son état actuel. À la fin du XVe siècle, un chœur cistercien à fond plat est érigé pour célébrer la gloire divine.

## Description
De style roman, le clocher-porche présente la particularité, unique en Europe, de posséder aux angles de sa tour deux génies sculptés. Ce sont les allégories du « Bien » et du « Mal », inspirées de l’image populaire médiévale de la roue de la Fortune. D'origine pourtant païenne, ces allégories ont été reprises dans un contexte chrétien pour personnifier ces deux idées, l'une symbolisant le malheur et l'autre la bonne fortune
L'édifice est classé au titre des monuments historiques en 1930 et inscrit en 1965. Cette église est rattachée à la paroisse de Tullins dénommée « Paroisse Notre-Dame des Noyeraies ». Celtte dernière dépend du diocèse de Grenoble.